# جان استنکی
جان استنکی (انگلیسی: John Stankey؛ زادهٔ ۱ ژانویهٔ ۱۹۶۲) کارآفرین و مدیر اجرایی آمریکایی است، که هم‌اکنون به‌عنوان مدیر عملیات گروه ای‌تی اند تی و مدیرعامل شرکت رسانه وارنر فعالیت می‌کند.